# Black Black Heart
Black Black Heart è un singolo estratto dall'album Morning Orbit del cantante canadese David Usher, pubblicati entrambi nel 2001. La parte femminile è cantata da Kim Bingham, mentre nel ritornello è avvertibile il famoso Duetto del Fiore dell'opera lirica Lakmé. Il video musicale è stato premiato come Miglior video pop e Miglior post-produzione dell'anno 2002 ai MuchMusic Video Awards.
René Liu ha registrato una versione in lingua cinese del brano, ma con le musiche invariate; questa variante del pezzo ha riscosso un buon successo nel suo Paese.

## Video
Il video musicale ruota attorno al protagonista, Usher, in un appartamento, Bingham, in primissimo piano mentre sussurra le parole del brano con il vento che le solleva i capelli, cui si intrecciano le storie di altri personaggi: una ragazza dai lineamenti orientali che si spoglia in un bagno, un uomo cinese legato in una stanza e minacciato da un criminale che pretende un riscatto dai suoi familiari. Usher si aggira nelle sue stanze, scegliendo quali paia di scarpe indossare e sistemando il disco di musica lirica in un giradischi (da qui provengono gli intermezzi lirici del Lakmé).

## Classifiche
| Classifica (2001/2002) | Posizione più alta |
| ---------------------- | ------------------ |
| Grecia                 | 3                  |
| Paesi Bassi            | 87                 |
| Svizzera               | 45                 |